# Créancier
Un créancier est une personne qui possède une créance représentée par un titre de créance sur une personne, une entreprise ou un État souverain, appelé débiteur. On distingue les créanciers privilégiés des créanciers chirographaires.
Le créancier peut avoir recours aux droits réels accessoires pour garantir l'exécution de l'obligation en jeu.

## Prêteurs privés
Non seulement une entreprise, une société et un pays mais aussi un prêteur privé peut agir en tant que prêteur. Les prêteurs privés sont des particuliers qui ont de l’argent liquide ou des fiducies familiales, qui investissent dans des billets à ordre. Le prêteur privé court un risque que le prêt d’argent ne soit pas remboursé une nouvelle fois à temps ou ne soit pas remboursé du tout sans action en justice.
Néanmoins, dans le cas d’une transaction immobilière le prêteur peut demander un acte de propriété à son propre nom et une assurance des biens similaire à celle qu’une banque prêtant de l’argent exigerait comme garantie pour assurer le remboursement en cas de défaillance dans le cadre de ce crédit ou de dommages aux biens. Dans ce cas-là, le prêteur reçoit la propriété et peut la vendre pour récupérer ses investissements. L’argent privé est proposé aux clients dans de nombreux cas lorsque les banques considèrent le risque trop élevé ou la cote de crédit trop mauvaise. Il existe des prêteurs privés qui offrent des options de prêt sans évaluation de la solvabilité.
En 2016 les sociétés d’investissement françaises privées ont attiré plus de 14,7 milliards d'euros du montant total des investissements. Par rapport au total des capitaux attirés en 2015, il a augmenté d’environ 51 %.